# Opera buffa

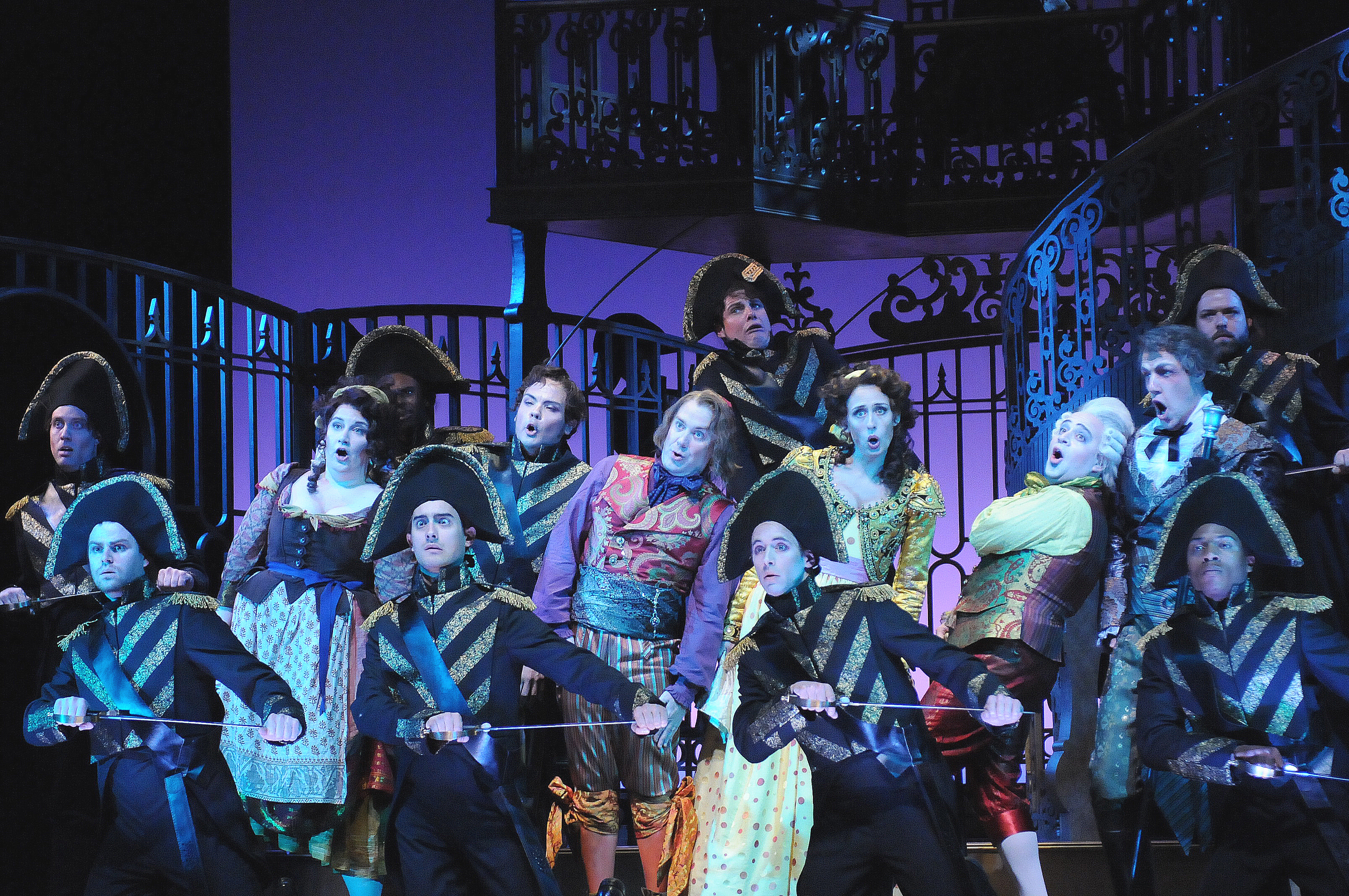
Il barbiere di Siviglia, a l'any 2015

L'opera buffa, o catalanitzat òpera bufa, és un gènere d'òpera que nasqué en ple període barroc, es desenvolupà a Nàpols en la primera part del segle xviii. i al mateix segle estengué la seva popularitat a Roma i al nord d'Itàlia. Es caracteritza pel fet que el seu argument és còmic o festiu, predominant els temes d'embolics matrimonials i sàtires sobre costums socials.
L'òpera còmica, en principi, es caracteritza per ser una art escènica en què part del text dramàtic és cantat i part d'ell és declamat, podent ser l'argument i el to qualssevol. A Itàlia, l'òpera bufa era cantada de principi a fi, a diferència d'altres òperes de tall còmic com la sarsuela a Espanya, l'opéra-comique a França, la singspiel a Alemanya o la ballad opera a Anglaterra, que tenien parts parlades.

## Origen

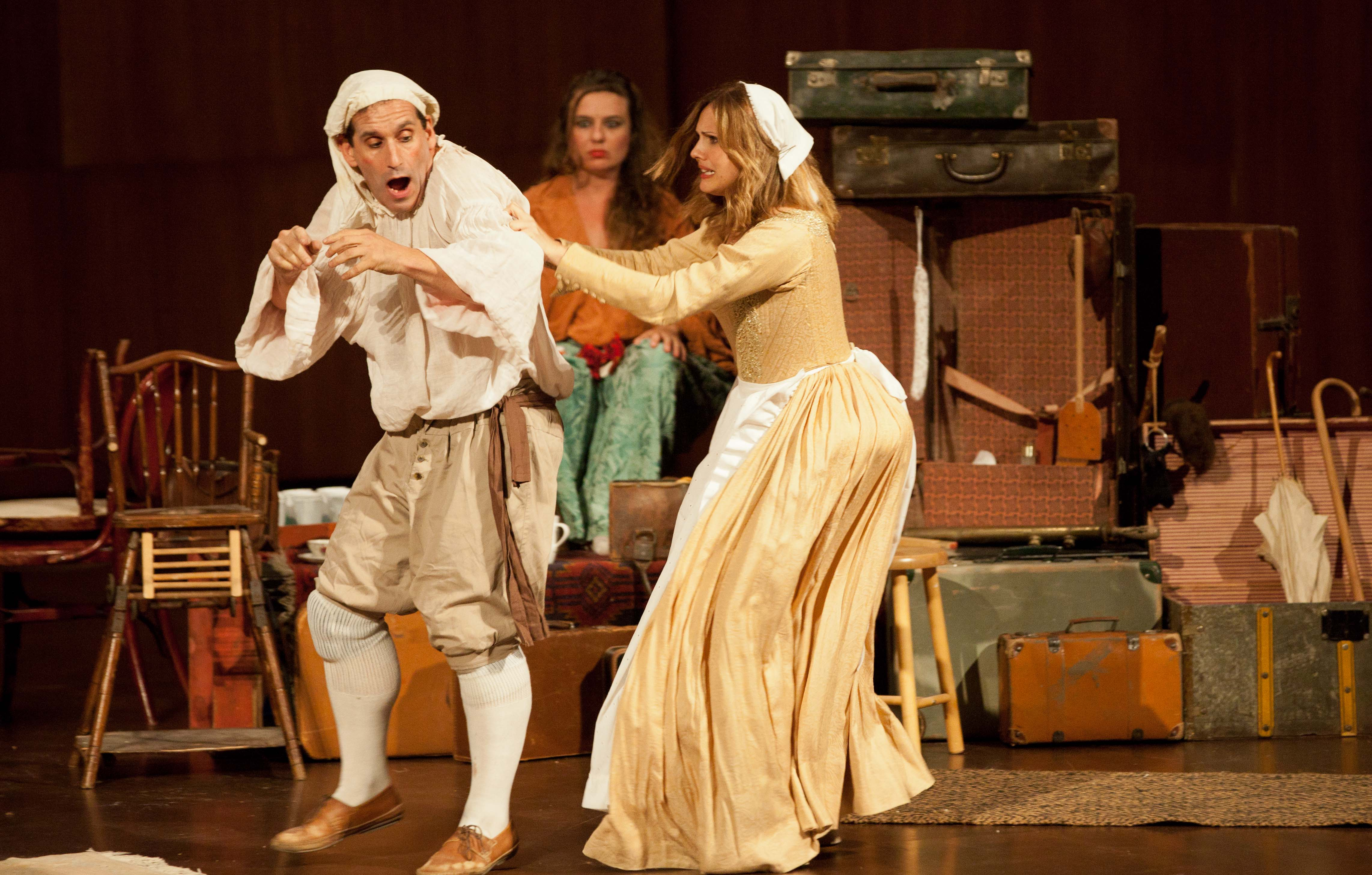
La serva padrona, a l'any 2013

L'òpera bufa va sorgir com a resposta a les característiques estilístiques de l'estil de l'opera seria. Pretenia transformar l'òpera en un gènere més proper al poble, tot i que també per a reis i noblesa, on es descrivia gent comuna amb problemes comuns. Els caràcters i les situacions còmiques, que normalment implicaven criats, havien estat una part de l'òpera seriosa fins als primers anys del segle xviii, quan l'òpera còmica començava a emergir com un gènere diferent.
Al principi, les òperes còmiques es componien de forma curta. Sembla que Apostolo Zeno i Pietro Metastasio van impulsar l'aparició dels cèlebres intermezzi còmics, en els quals, durant els entreactes, cantaven els personatges especialitzats en papers còmics de les companyies operístiques i exhibien llavors totes les seves possibilitats mímiques, gestuals i vocals per guanyar-se un públic popular que s'hagués avorrit si només s'haguessin programat les insípides històries mitològiques i literàries greco-llatines que els antics costums operístiques seguien imposant.
L'intermezzo es va convertir així en el precursor de l'òpera còmica de ple dret que es desenvoluparia a final del mateix segle. La serva padrona (1733) de Giovanni Battista Pergolesi (1710-1736), tot i ser un intermezzo, encara es representa amb una certa regularitat avui, i proporciona un exemple excel·lent de l'embrió d'aquest estil.

## Evolució

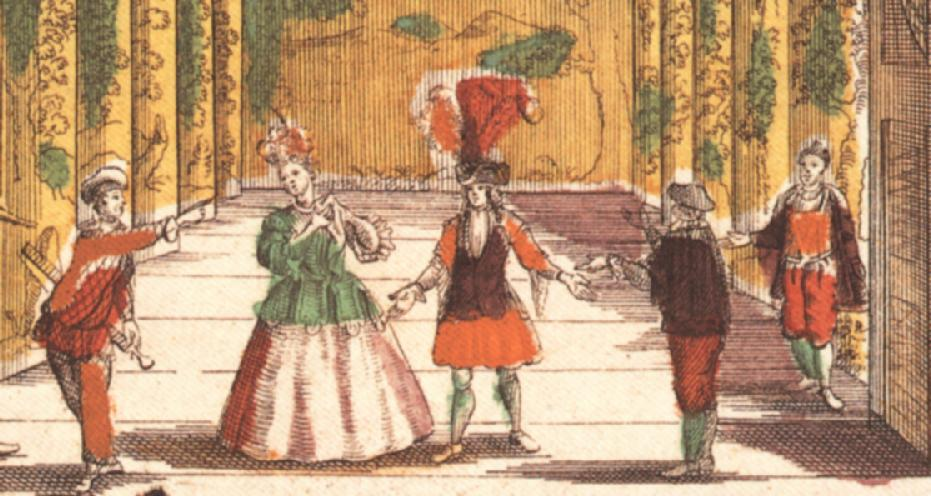
Comèdia de l'art al

A mitjan segle xviii havia adquirit un apogeu important i van començar a incloure-hi tons sentimentals i a vegades inclús derivant a comèdies lacrimògenes que li donaren encara més entitat.
En l'òpera en general, però en la còmica en particular, les rígides formes evolucionen cap a textos en els quals el públic estava finalment capacitat per desxifrar les paraules que els cantants pronunciaven, la història més enllà de la música era intel·ligible. Començava a acceptar-se el concepte de música per a la mera diversió. S'utilitzava el llenguatge de la classe baixa, sovint en el dialecte local, i es retrataven caricatures que es trobaven sovint en la commedia dell'arte.
A poc a poc els dos gèneres es van anar acostant. En l'òpera còmica els personatges adquiriren més categoria musical i interpretativa. Les àries en un principi eren curtes, però ja a la fi del segle, junt amb l'aparició de peces col·lectives, s'allargaren en afegir-hi una segona part més ràpida i rítmica, la cabaletta. Aquí el cantant podia improvisar per al seu lluïment.
El gènere declinava a mitjans del segle xix, i es considera sovint el Falstaff (1893) de Verdi com a l'última òpera bufa.

## Característiques

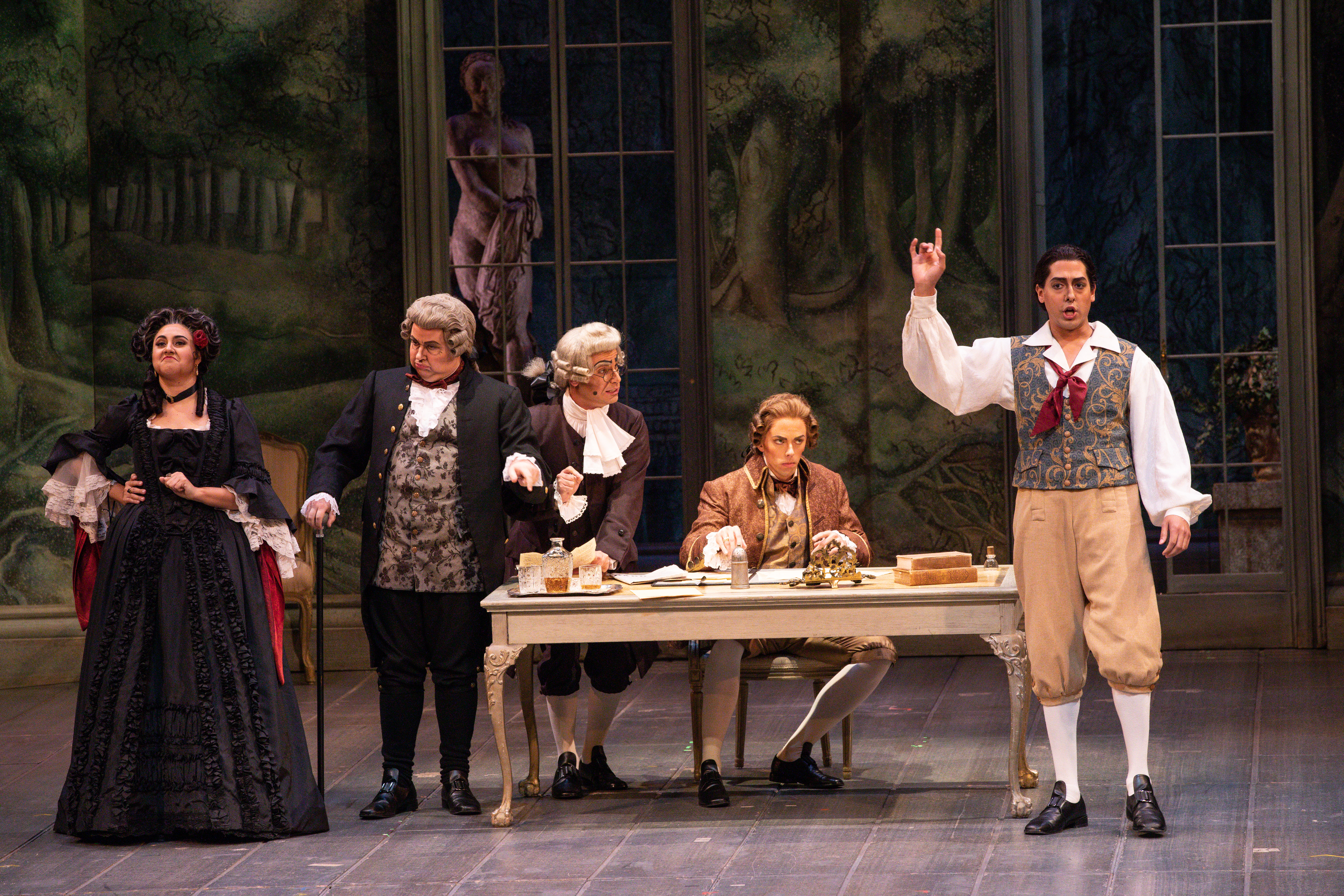
Les noces de Fígaro, a l'any 2019

Front a la grandiloqüència i èpica de l'òpera seriosa, la buffa és espontània, naturalista, tracta temes quotidians, típicament embolics matrimonials amb final feliç, i el seu element primordial és la comicitat. El tipus de comèdia podia variar dins d'una variada gamma: des d'Il barbiere di Siviglia de Rossini (1816) que era purament una comèdia, fins a Le nozze di Figaro de Mozart (1786), que hi afegia drama i patetisme. Altres dos exemples d'òpera buffa romàntica serien L'elisir d'amore (1832) i Don Pasquale (1843) de Donizetti.
L'òpera buffa va néixer com a episodis intermedis entre els actes d'una òpera principal, d'aquí el nom dels inicials intermezzi amb què es van conéixer les primeres òperes bufes. La majoria eren executades per pocs intèrprets, diferents dels de l'òpera principal, dels quals solia haver dos cantants, mentre que els altres declamaven o bé s'expressaven sense paraules, mostrant personatges, actituds i arguments típics de la comèdia de l'art. A la segona meitat del segle xviii, el dramaturg Carlo Goldoni va anar transformant els estereotips genèrics de la comèdia de l'art, que en un principi eren populars i estimats per ser tan coneguts, en personatges més rodons, subtils i precisos, amb caràcters més realistes i versemblants.
La música instrumental es reduïa al clavicèmbal pels moments recitats (recitatius secchi) i un petit grup d'instruments de corda fregada. Actuaven al prosceni i no disposaven de decorats, ja que era el moment en què s'aprofitava per a canviar els de l'òpera principal. El fet d'estar lliure de la imposició estilística, que va afectar, per exemple, a les produccions serioses principals, li donava flexibilitat i va fer que es poguessin adaptar fàcilment a nous canvis i modes.

## Compositors

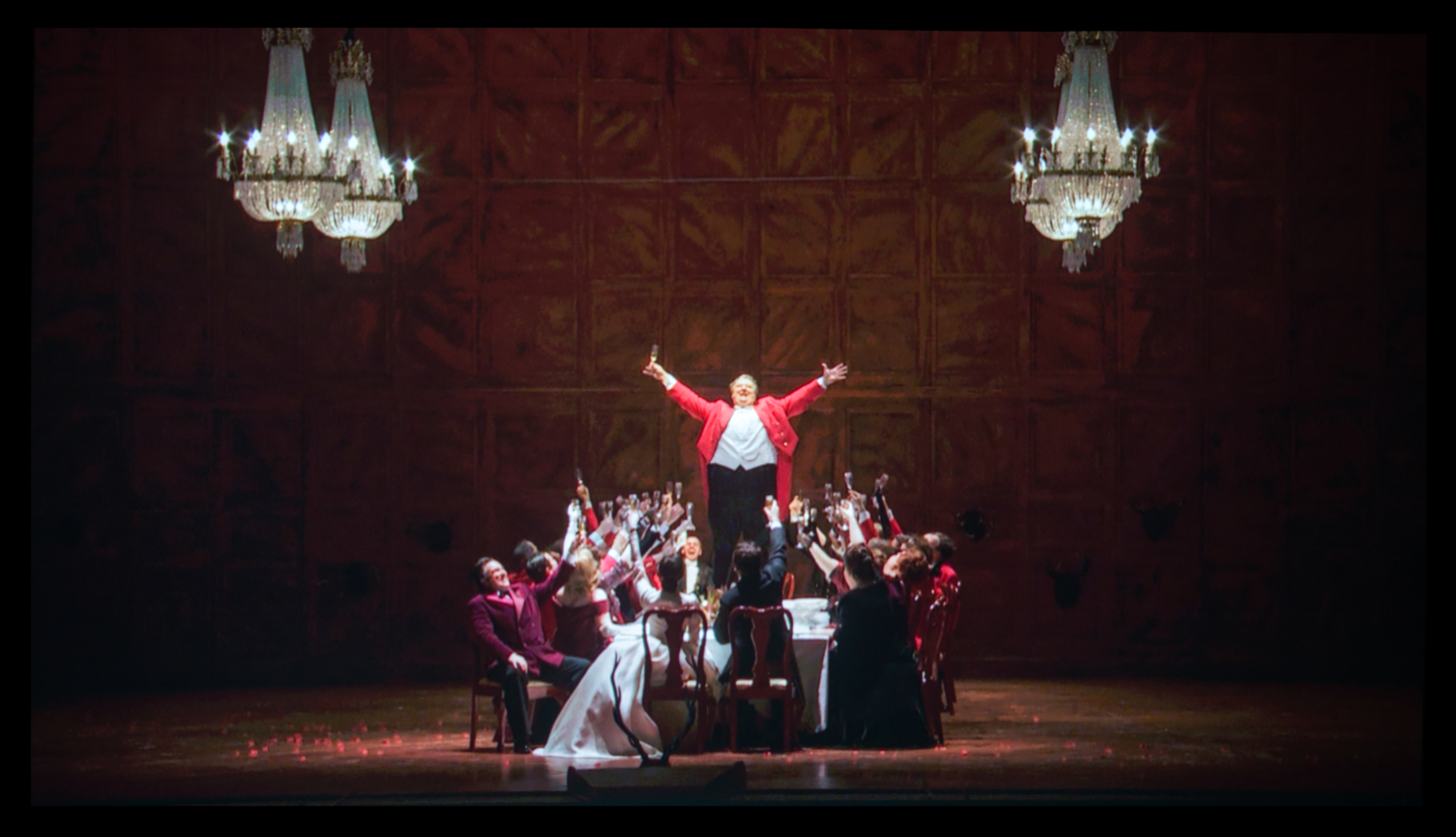
Falstaff, a l'any 2013

A part de Pergolesi, els primers compositors importants d'òpera bufa foren Alessandro Scarlatti (Il trionfo dell'onore, 1718), Nicola Logroscino (Il governatore, 1747) i Baldassare Galuppi (Il filosofo di campagna, 1754), tots ells es movien entre Nàpols i Venècia. El treball d'aquests fou reprès i ampliat per Niccolò Piccinni (La Cecchina, 1760), Giovanni Paisiello (Nina, 1789) i Domenico Cimarosa (Il matrimonio segreto, 1792).
A la segona meitat del segle xviii, dues corts imperials es disputaven els millors compositors de l'època. D'una part, la tsarina Caterina II de Rússia, amb Baldassare Galuppi, Vincenzo Manfredini, Tommaso Traetta, Giovanni Paisiello, Giuseppe Sarti, Domenico Cimarosa i el valencià Vicent Martín i Soler. D'altra part, la cort vienesa amb Antonio Salieri, Giuseppe Bonno, Mozart, Carl Ditters von Dittersdorf, i també Martin i Soler.